# يزيد بن الخذاق الشني
يزيد بن الخذاق الشني شاعر عربي قبل الإسلام، قيل أنه هجا النعمان بن المنذر بقصيدة، فأرسل النعمان كتيبة الدوسر؛ وهي كتيبة معروفة للنعمان فاستباحت قوم الشاعر.

## اسمه ونسبه
هو يزيد بن الخذاق الشني العبدي الأسدي، وقد اختلف في اسمه كثيرا، حتى قيل أنه هو ذاته الممزق العبدي. وقد كان أخوه سويد شاعرا كذلك.